# Final da Taça dos Clubes Campeões Europeus de 1955–56
A Final da Taça dos Clubes Campeões Europeus de 1955-56 foi a primeira final de sempre do principal torneio de clubes da Europa, a Taça dos Campeões Europeus, agora conhecida como Liga dos Campeões da UEFA. Foi disputada pelo Real Madrid da Espanha e o Stade de Reims da França, e jogado no Parc des Princes em Paris em 13 de Junho de 1956 diante de 38.000 pessoas. O Real Madrid chegou à final ao derrotar a equipa Italiana do A.C. Milan por 5–4 no total, enquanto o Reims derrotou o clube Escocês Hibernian por 3–0 no total. A partida terminou 4-3 para o Real Madrid, que conquistou o primeiro de cinco títulos consecutivos da Taça dos Campeões Europeus. A partida começou com dois golos para o Reims, marcados por Michel Leblond e Jean Templin em 10 minutos, mas antes do intervalo, o Real Madrid chegou ao empate com golos de Alfredo Di Stéfano e Héctor Rial. O Reims voltou a assumir a liderança aos 62 minutos, por intermédio de Michel Hidalgo, mas Marquitos e Rial marcaram aos 67 e 79 minutos, respectivamente, ganhando a taça para o Real Madrid.

## Caminho para a final
| Real Madrid          | Real Madrid | Real Madrid | Real Madrid | Fase             | Stade de Reims | Stade de Reims | Stade de Reims | Stade de Reims |
| -------------------- | ----------- | ----------- | ----------- | ---------------- | -------------- | -------------- | -------------- | -------------- |
| Oponente             | Total       | 1º jogo     | 2º jogo     |                  | Oponente       | Total          | 1º jogo        | 2º jogo        |
| Servette FC          | 7–0         | 2–0 (F)     | 5–0 (C)     | Primeira fase    | AGF Aarhus     | 4–2            | 2–0 (F)        | 2–2 (C)        |
| Partizan de Belgrado | 4–3         | 4–0 (C)     | 0–3 (F)     | Quartas de final | Vörös Lobogó   | 8–6            | 4–2 (C)        | 4–4 (F)        |
| Milan                | 5–4         | 4–2 (C)     | 1–2 (F)     | Semifinais       | Hibernian      | 3–0            | 2–0 (C)        | 1–0 (F)        |

## Detalhes do jogo
| 13 de Junho de 1956 | Real Madrid                                   | 4 – 3    | Stade de Reims                         | Parc des Princes, Paris                    |
|                     | Di Stéfano 14' · Rial 30' 79' · Marquitos 67' | (Report) | Leblond 6' · Templin 10' · Hidalgo 62' | Público: 38,239 Árbitro: Arthur Ellis (FA) |

| Real Madrid | Stade de Reims |

| REAL MADRID:    |    |                         |
|                 |    |                         |
| GR              | 1  | Juan Alonso             |
| D               | 2  | Atienza                 |
| D               | 3  | Marquitos               |
| D               | 4  | Rafael Lesmes           |
| D               | 5  | Miguel Muñoz (c)        |
| M               | 6  | José María Zárraga      |
| M               | 7  | José Iglesias Fernández |
| M               | 8  | Ramón Marsal            |
| M               | 9  | Alfredo di Stéfano      |
| A               | 10 | Héctor Rial             |
| A               | 11 | Francisco Gento         |
| Treinador:      |    |                         |
| José Villalonga |    |                         |

| STADE DE REIMS: |    |                    |
|                 |    |                    |
| GR              | 1  | René Jacquet       |
| D               | 2  | Simon Zimny        |
| D               | 3  | Robert Jonquet (c) |
| D               | 4  | Raoul Giraudo      |
| D               | 5  | Michel Leblond     |
| M               | 6  | Robert Siatka      |
| M               | 7  | Michel Hidalgo     |
| M               | 8  | Léon Glowacki      |
| M               | 9  | Raymond Kopa       |
| A               | 10 | René Bliard        |
| A               | 11 | Jean Templin       |
| Treinador:      |    |                    |
| Albert Batteux  |    |                    |

| Árbitros assistentes: J. Parkinson (FA) Tommy Cooper (FA) |